# Schwarzfahrer
Schwarzfahrer (título traducido al inglés como Black Rider) es un cortometraje alemán dirigido en 1992 por Pepe Danquart. El título alemán es un juego de palabras: la expresión Schwarzfahrer significa, literalmente, "pasajero negro", pero su significado más común es de una persona que utiliza un medio de transporte público sin haber adquirido un billete. Schwarzfahrer fue galardonada en 1993 con un Premio Óscar al mejor cortometraje de ficción. La trama se centra en los abusos racistas que un hombre de raza negra sufre en un tranvía de Berlín.

## Trama
El comienzo del cortometraje nos muestra a un hombre incapaz de arrancar su motocicleta. Dándose por vencido, opta por subir a un tranvía sin adquirir un billete. En el tranvía, el motociclista observa como un hombre de raza negra (Paul Outlaw) toma asiento justo al lado de una anciana blanca (Senta Moira). Durante varios minutos, esta anciana prefiere una larga serie de comentarios racistas y homofogos dirigidos principalmente a los inmigrantes africanos, a los que acusa de ser estúpidos, sucios, malolientes, criminales, holgazanes, y seropositivos. Durante todo este tiempo, el hombre negro mantiene su compostura, sentado sin pronunciar una sola palabra, sin ni siquiera mirar a la anciana, y comiendo pistachos tranquilamente. Otros pasajeros, incluido el motociclista del principio del cortometraje, se muestran visiblemente perturbados por el monólogo de la anciana, pero no llegan a atreverse a intervenir. Esta situación persiste hasta que, en una de las paradas, un revisor sube al tranvía. Cuando la anciana saca su billete del bolso, el hombre negro rápidamente se lo arrebata y se lo traga, todo sin que el revisor sea testigo de ello. Cuando el revisor se presenta delante de ellos, el hombre negro muestra su billete válido con una sonrisa beatífica, mientras que la anciana sólo puede murmurar que el hombre negro se ha comido el suyo (una excusa que, obviamente, el revisor no acepta). El juego de palabras del título resulta obvio en este momento: el hombre negro es un Schwarzfahrer en el sentido literal de la palabra, mientras que la anciana acaba de convertirse en Schwarzfahrer en el sentido criminal. 
El cortometraje termina con el revisor obligando a la anciana a abandonar el tranvía. Irónicamente, el único Schwarzfahrer real de este cortometraje (el motociclista cuya moto no arrancaba) no recibe ningún castigo, debido a que el revisor, obligado a multar a la anciana, nunca llegó a pedirle su billete.

## Reparto
- Senta Moira, como la Anciana Blanca.
- Paul Outlaw como el Hombre Negro.
- Stefan Merki como el Motociclista.
- Klaus Tilsner como el Revisor.

## Premios
- Premio Oscar 1993 al Mejor Cortometraje de Ficción